# Ben Daniels
Pour les articles homonymes, voir Daniels.
Ben Daniels, né le 10 juin 1964 à Nuneaton, dans le Warwickshire (Angleterre), est un acteur britannique de théâtre et de cinéma.
Ben Daniels a été en couple avec l'acteur britannique Ian Gelder (en) de 1993 jusqu'à la mort de ce dernier en mai 2024.

## Filmographie

### Cinéma
- 1987 : Wish You Were Here : Policier
- 1996 : Beautiful Thing : Tony
- 1998 : Madeline : Léopold, le tuteur
- 1998 : I Want You : Bob
- 2000 : Britannic : Townsend
- 2005 : Doom : Caporal Eric Fantom, alias Goat
- 2013 : Jack le chasseur de géants : Fumm
- 2016 : Rogue One: A Star Wars Story : Général Merrick
- 2016 : Trahisons (The Exception) de David Leveaux
- 2019 : Captive State de Rupert Wyatt : Daniel

### Télévision
- 1997 : La Bible : David de Robert Markowitz : Jonathan
- 1998 : Affaires non classées (saison 3 - Frères d’Armes)
- 1999 : Aristocrats : Lord Kildare
- 2001 : Conspiration : Dr Josef Bühler
- 2004 : Miss Marple : Alfred Crackenthorpe (épisode Le Train de 16 h 50)
- 2006 : Affaires d'États
- 2008 : The Passion (en) : Caïphe
- 2009 : Londres, police judiciaire : James Steel
- 2011 : Merlin : Tristan (saison 4, 2 épisodes)
- 2012 : The Paradise : Tom Weston
- 2013 : House of Cards : Adam Galloway
- 2015 : Flesh and Bone : Paul
- 2016 - 2017 : L'Exorciste : Père Marcus Keane
- 2018 : Jesus Christ Superstar Live in Concert : Ponce Pilate
- 2019 : The Crown : Antony Armstrong-Jones
- 2021 : Jupiter's Legacy : Walter Sampson / Brainwave
- 2023 : Foundation : Général Bel Riose (saison 2)
- 2024 : Entretien avec un vampire : Santiago (saison 2)
- 2024 : Le Seigneur des anneaux : Les Anneaux de Pouvoir : Cirdan (saison 2)

## Théâtre
- 2008 : Les Liaisons dangereuses : le marquis de Merteuil (Roundabout Theatre Company; du 11 avril au 29 juin 2008 - avec Laura Linney dans le rôle de la marquise de Merteuil)

## Voix françaises
| - Patrick Osmond (1957-2020) dans , (les séries télévisées): - House of Cards - The Crown - Julien Kramer dans : - Doom - Jupiter's Legacy (série télévisée) - Thierry Wermuth dans : - Madeline - Entretien avec un vampire (série télévisée) | Et aussi - Frédéric van den Driessche dans Conspiration (téléfilm) - David Manet dans Affaires d'États (série télévisée) - Tony Joudrier dans Londres, police judiciaire (série télévisée) - Simon Duprez dans Flesh and Bone (série télévisée) - Xavier Fagnon dans Rogue One: A Star Wars Story - Hervé Caffin dans Captive State - Eric Herson-Macarel dans L'Exorciste (série télévisée) - Bernard Gabay dans Foundation (série télévisée) |